# 龐羅伊鎮區 (明尼蘇達州卡內貝克縣)
龐羅伊鎮區（英語：Pomroy Township）是位於美國明尼蘇達州卡內貝克縣的一個行政鎮區。

## 地方資料
龐羅伊鎮區的面積為97.68平方千米，當中陸地面積為96.60平方千米，而水域面積為1.07平方千米。根據2020年美國人口普查的數據，當地共有人口376人，而人口密度為每平方千米3.85人。